# Thành phố buồn
Thành phố buồn je píseň spojená se jménem hudebníka Lam Phương. Obsah písně popisuje vztah mezi mužem a ženou v souvislosti s městem Đà Lạt a borovým lesem, pokrytým kouřem, jež vytváří smutný pocit.

## Historie vzniku
V roce 1970 hudebník byl hudebník Lâm Phương ve městě Đà Lạt. Pohlédl dolů na kopce s borovicemi, pokryté mlhou, které na děj udělaly takový dojem, že se na jejich motiv rozhodl napsat píseň. 
Po návratu do Saigonu napsal tuto píseň, která se dobře prodávala a vynesla mu 12 milionů dongů Vietnamské Republiky. Píseň byla v té době považována za významné hudební dílo.  
Později dále napsal pokračující píseň Tình bơ vơ, která už nebyla tak úspěšná.  

## Obsah
Píseň ve stylu slow rock vypráví o zlomené lásce páru s romantickými vzpomínkami z Dalatu. 
Thành phố nào nhớ không em?
Nơi chúng mình tìm phút êm đềm
Thành phố nào vừa đi đã mỏi
Đường quanh co quyện gốc thông già
Chiều đan tay nghe nắng chan hòa
Nắng hôn nhẹ làm hồng môi em
Mắt em buồn trong sương chiều..
Anh thấy đẹp hơn..
Một sáng nào nhớ không em?
Ngày Chúa Nhật ngày của riêng mình..
Thành phố buồn nằm nghe khói tỏa
Người lưa thưa chìm dưới sương mù
Quỳ bên nhau trong góc giáo đường
Tiếng kinh cầu dệt mộng yêu đương
Chúa thương tình, sẽ cho mình mãi mãi gần nhau.
Rồi từ đó vì cách xa duyên tình thêm nhạt nhòa
Rồi từ đó trốn phong ba, em làm dâu nhà người
Âm thầm anh tiếc thương đời,
Đau buồn em khóc chia phôi
Anh về gom góp kỷ niệm tìm vui.
Thành phố buồn, lắm tơ vương..
Cơn gió chiều lạnh buốt tâm hồn
và con đường ngày xưa lá đổ..
Giờ không em sỏi đá u buồn..
Giờ không em hoang vắng phố phường..
Tiếng chuông chiều chầm chậm thê lương
Tiễn đưa người quên núi đồi,
quên cả tình yêu...